# 人民大会堂
人民大会堂（じんみんだいかいどう）は、中華人民共和国北京市の天安門広場西側に位置する建築物。全国人民代表大会などの議場として用いられるほか、外国使節・賓客の接受の場所としても使用されている。

## 概要
人民大会堂は、中華人民共和国の建国10周年を記念した建設事業である十大建築の一つで、ボランティアの手によって、1958年から1959年にかけてわずか10ヶ月で建造された。その際、李瑞環が木工青年突撃隊長として建築を担当した。中央に万人大会堂、北側に宴会ホール、南に全国人民代表大会常務委員会事務所ビルと、3つの部分から構成され、合計17万平方メートルを超える床面積と300室の部屋を有する。33室ある会議場には中国の行政区分にちなんだ名前が付けられており、各地の風土にちなんだ装飾がなされている。その中には中華民国の領土であり、中華人民共和国が領有を主張している台湾に因んだ「台湾庁（ホール）」と呼ばれる部屋もある。
人民大会堂では毎年3月、全国人民代表大会（全人代）と中国人民政治協商会議が、2週間から3週間の期間で行われる。全人代は10000席を備えた大会議場（万人大会堂）において開催され、その別室では全国人民代表大会常務委員会が開かれる。また、5年に1度、中国共産党の党大会も万人大会堂で開かれている。前述のとおり突貫工事で完成したため、近年天井や壁の崩落や電気配線の故障が起こり始め、改修工事が数回行われている。
現在中国で発行されている100元紙幣の裏面の図柄に採用されている。
2024年7月27日に天安門広場およびその建築群（天安門広場・人民英雄紀念碑・毛主席紀念堂・国家博物館・人民大会堂）は「北京中軸線：中華の理想的秩序を示す建造物群」の一部として世界文化遺産に登録された。

## 施設

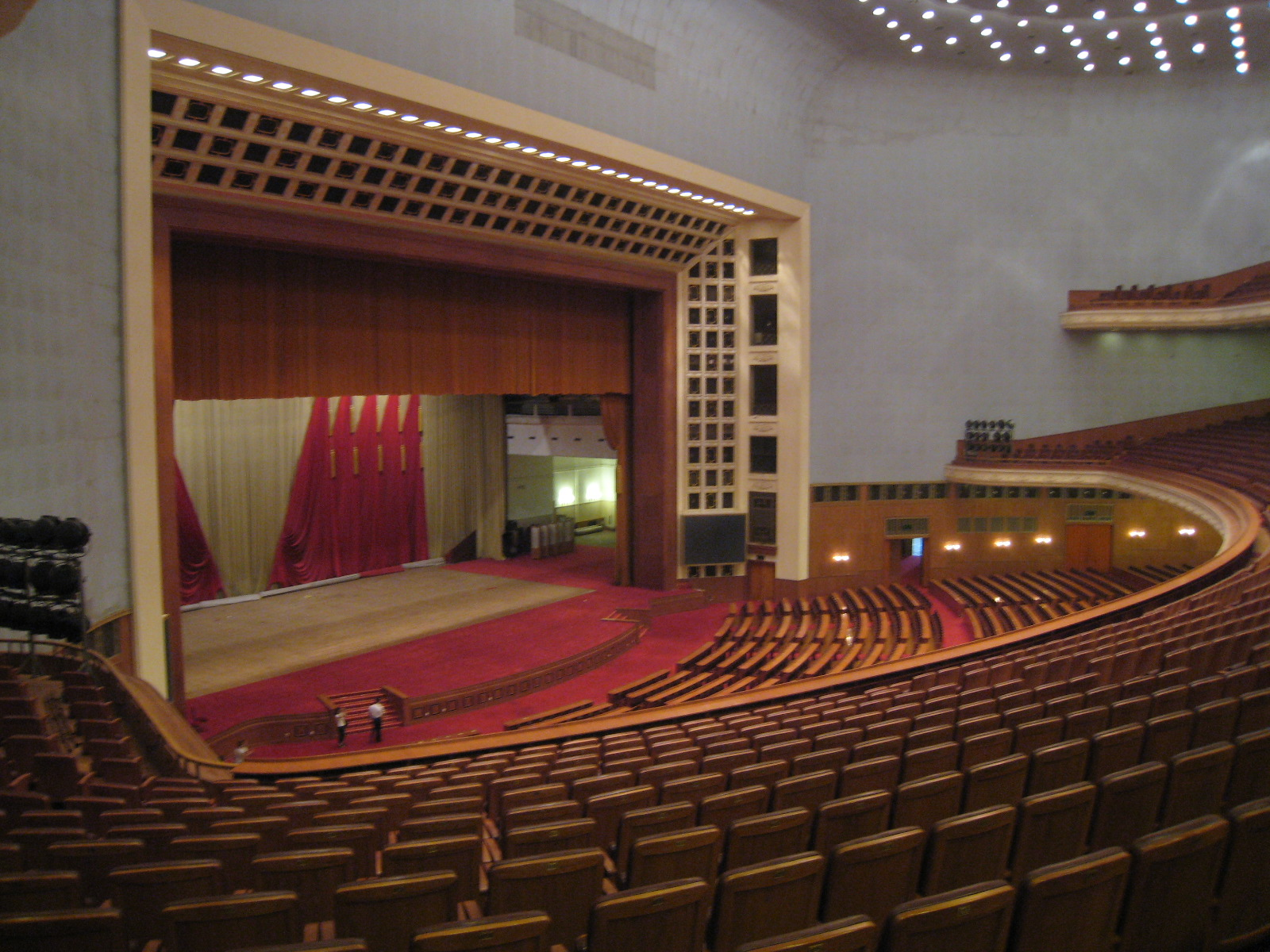
万人大会堂

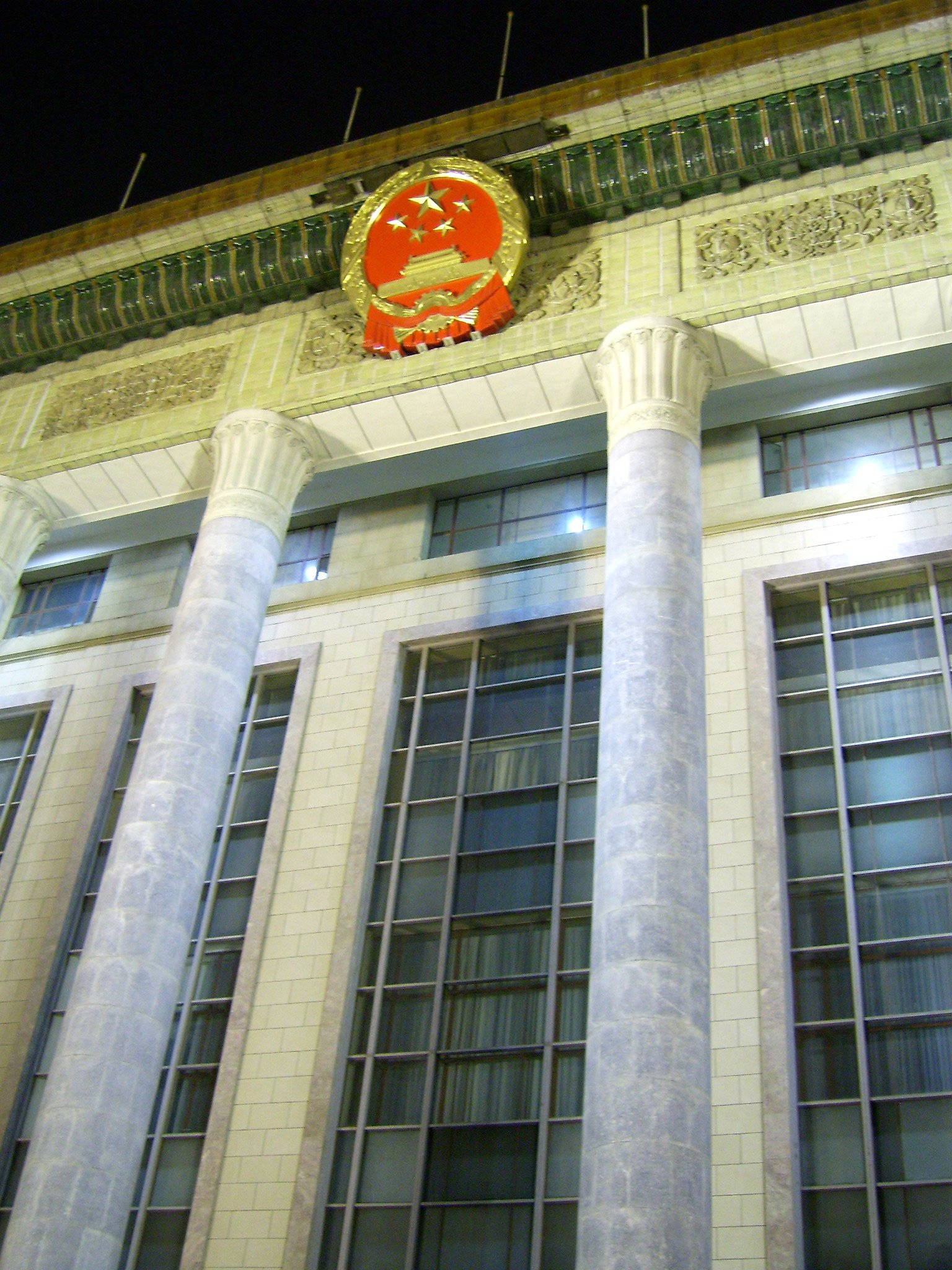
人民大会堂正門上には中華人民共和国国章が貼られている

### 万人大会堂
人民大会堂落成時の1959年9月24日に国務院総理の周恩来が専門家と共に訪れ、万人大会堂と名づけた。

### 宴会場
北側に7,000平方メートルの広さを持つ宴会ホールがある。

### 代表庁
各省、直轄市、自治区、特別行政区の各控え室がある。

### 国家接待庁
人民大会堂南端には、全人代常務委員会機関の事務局が置かれている。一階部分には、国家接待庁があり、中国共産党総書記、国家主席、国務院総理、全人代常務委員長や国家要人が来賓と会談する場所と、党総書記（国家主席）が外国使節を接受する場所とが存在する。面積は、550平方メートル。壁には、中華文明の悠久を示す大きな絵画《大河上下·浩浩長春》が貼られている。

## 見学
内部は全人代や特別の行事がない限り見学ができる。見学に当たっては靴の上からビニールのカバーをつけて入場する。見学時間は毎日変動し、また中国各地からの団体観光客により入場に長時間かかる場合が多い。また、万人大会堂は演奏会や演劇、バレエなどの上演にもしばしば使われる。